# Emscher-Lippe
Emscher-Lippe ist ein statistischer Bezirk der nordrheinwestfälischen Stadt Datteln. Namensgebend war die ehemalige Zeche Emscher-Lippe, die ihr Grubenfeld zwischen den Flüssen Emscher und Lippe hatte.

## Geographie
Im Uhrzeigersinn, nördlich beginnend, grenzt Emscher-Lippe an der Beisenkampsiedlung im Norden, der Bauerschaft Löringhof im Osten, Meckinghoven im Süden, Dümmer im Westen und Hagem im Nordwesten.

## Geschichte

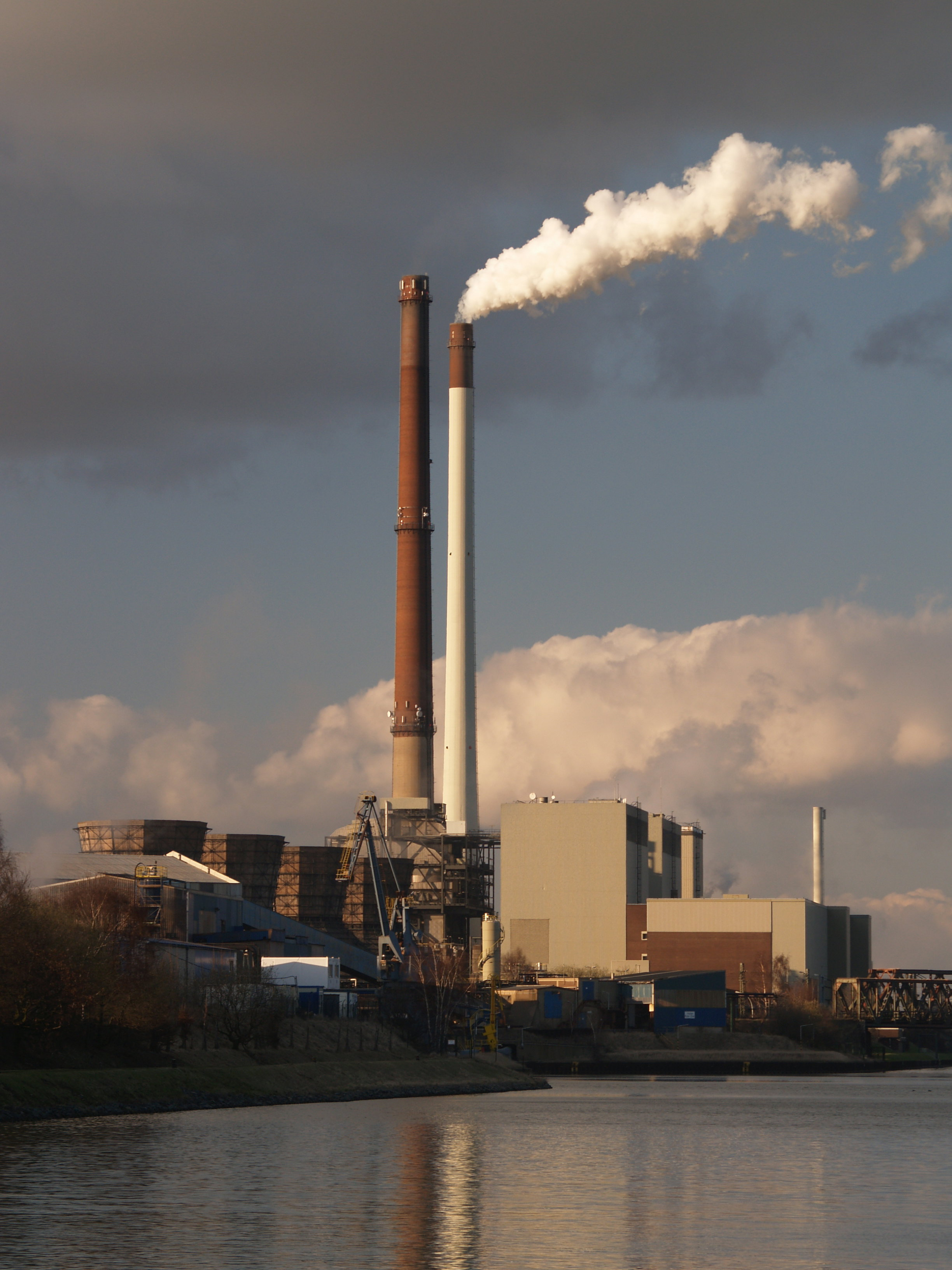
Kraftwerk Datteln am Dortmund-Ems-Kanal, Block I bis III

Im Jahr 1899 wurde der Dortmund-Ems-Kanal eröffnet. 1902 wurde neben diesem die Zeche Emscher-Lippe I/II abgeteuft, die 1972 stillgelegt wurde. Die überwiegende Fläche des Stadtteils liegt heute auf dem ehemaligen Zechengelände. Nach Schließung des Bergwerks und anschließendem Abriss der Tagesanlagen, haben sich bis heute mehrere Firmen hier angesiedelt.
1964, 1965 und 1969 gingen die ersten drei Blöcke des Kraftwerks Datteln in Betrieb. Im Februar 2014 wurden sie stillgelegt. Der Block Datteln IV liegt auf der anderen Kanalseite in der Bauerschaft Löringhof und wurde im Mai 2020 in Betrieb genommen.

## Verkehr
Wie die gesamte Stadt Datteln ist auch Emscher-Lippe an das Vestische Straßenbahnnetz angeschlossen. Die Linien SB 22, 280 und 281 binden den Stadtteil an.
| Linie | Verlauf | Takt (Mo–Fr) |
| ----- | --- | ------------ |
| SB22  | Datteln Bus Bf – Beisenkampsiedlung – Hagem Vestische Kinderklinik – Dümmer Böckenheckstr. – Meckinghoven Neuer Weg – Datteln Bf – Henrichenburg – Habinghorst – Castrop-Rauxel Hbf – Europaplatz – Castrop Münsterplatz | 30 min       |
| 280   | Datteln Elisabethstr. – Ostring →/← Datteln Hafen – Datteln Bus Bf – Hagem – Dümmersiedlung – Meckinghoven | 60 min       |
| 281   | Datteln Elisabethstr. – Datteln Hafen →/← Ostring – Datteln Bus Bf – Hagem – Dümmersiedlung – Meckinghoven – Horneburg                                                                                                   | 60 min       |

An Emscher-Lippe grenzt die B235 (Senden – Lüdinghausen – Olfen – Datteln – Castrop-Rauxel – Witten).

## Gewässer
Der Dortmund-Ems-Kanal (DEK) durchquert Emscher-Lippe.